# 개성 복식부기 장부
개성 복식부기 장부는 10세기~20세기 말 한국의 개성 지역에서 활동했던 박재도(朴在大) 상인 집안의 회계장부 14책 및 다수의 문서로 구성된 고문서 일괄이다. 2014년 2월 26일 대한민국 등록문화재 제587호로 지정되었다.
개성 복식부기 장부는 개성지역에서 활동했던 박재도(朴在大) 상인 집안의 회계장부 14책 및 다수의 문서 일괄로 1887년에서 1912년까지 25년 동안의 대략 30만 건의 거래 내역이 1,298쪽의 분량에 기재되어 있다.
주요장부인 일기장, 장책 및 주회계와 보조장부인 각처전답문기등록(各處田畓文記謄錄), 각인물출입기일(各人物出入記一), 각인회계책(各人會計冊) 및 외상초(外上抄)와 그 외의 어음, 편지, 증서 등으로 구성되어 있다.
분개장, 총계장원장, 대차대조표, 손익계산서, 이익잉여금처분배분에 이르기까지 전 과정을 복식부기 방식으로 작성하여 대차균형의 원리와 원가회계, 그리고 투자자와 경영인과의 이익배분 계약관계를 확인시켜 주는 유물로 회계사적, 사료적 가치가 높다.

## 참고 자료
- 개성 복식부기 장부 - 국가유산청 국가유산포털